# 弗拉西納湖
42°42′N 22°20′E / 42.700°N 22.333°E

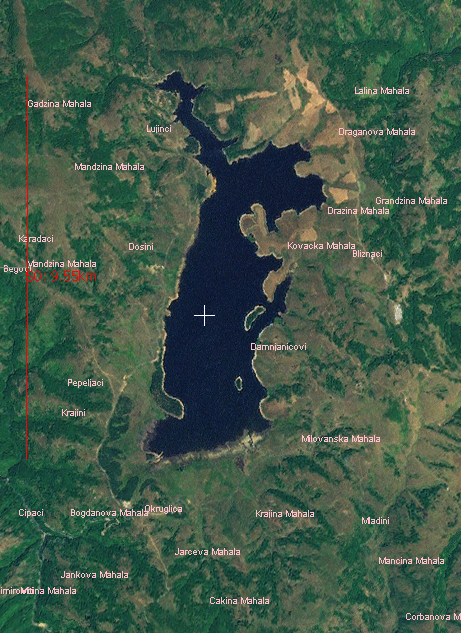

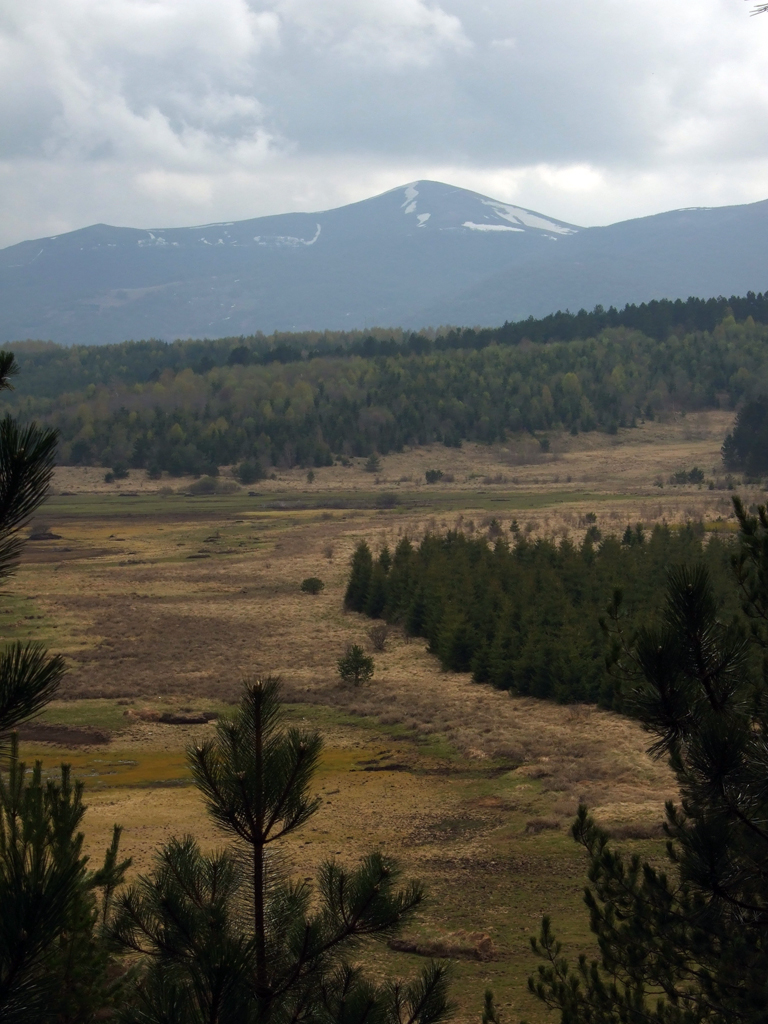

弗拉西納湖（Vlasina Lake）是塞爾維亞的湖泊，位於該國東南部，長10.5公里、寬3.5公里，面積16平方公里，海拔高度1,211米，平均水深10.3米，最大水深34米，蓄水量0.17立方公里，湖中有2座島嶼。

## 外部連結
- https://web.archive.org/web/20120227033831/http://www.netbre.info/vlasina/
- Photo of the floating islands（页面存档备份，存于）
- A mushroom collector's image gallery（页面存档备份，存于） （塞爾維亞文）